# Biografielijst Hl

## Hla
- Vadym Hladoen (1937-2024), Oekraïens basketballer
- Tetjana Hladyr (1975), Oekraïens atlete
- Lukáš Hlava (1984), Tsjechisch schansspringer

## Hle
- Aljaksandr Hleb (1981), Wit-Russisch voetballer

## Hli
- Andrej Hlinka (1864-1938), Slowaaks politicus
- Peter Hlinka (1978), Slowaaks voetballer

## Hlo
- August Hlond (1881-1948), Pools geestelijke